# Sumberadi (Mlati)
Sumberadi is een bestuurslaag in het regentschap Sleman van de provincie Jogjakarta, Indonesië. Sumberadi telt 14.411 inwoners (volkstelling 2010).